# Ischnocolinae
Ischnocolinae es una subfamilia de arañas migalomorfas de la familia Theraphosidae. En la subfamilia Ischnocolinae se encuentran tarántulas de todo el mundo.

## Géneros
- Catumiri Guadanucci, 2004
- Chaetopelma Ausserer, 1871
- Guyruita Guadanucci et al., 2007
- Hemiercus Simon, 1903
- Heterothele Karsch, 1879
- Holothele Karsch, 1879
- Ischnocolus Ausserer, 1871
- Nesiergus Simon, 1903
- Oligoxystre Vellard, 1924
- Plesiophrictus Pocock, 1899
- Sickius Soares & Camargo, 1948